# Dan Williams (Footballspieler, 1969)
Daniel Williams II (* 15. Dezember 1969 in Ypsilanti, Michigan) ist ein ehemaliger US-amerikanischer American-Football-Spieler. Er spielte zwischen 1993 und 2001 sieben Saisons auf der Position des Defensive Lineman für die Denver Broncos und die Kansas City Chiefs in der National Football League (NFL).

## College
Williams besuchte zwischen 1990 und 1992 die University of Toledo, wo er College Football bei den Toledo Rockets spielte. In dieser Zeit konnte er 256 Tackles und 28 Sacks erzielen.

## NFL

### Denver Broncos
Im NFL Draft 1993 wurde Williams als elfter Spieler in der ersten Runde von den Denver Broncos ausgewählt. Er war damit der höchstgedraftete Spieler in der Geschichte der Mid-American Conference, ehe Byron Leftwich 2003 als siebter und 2013 Eric Fisher als Gesamterster ausgewählt wurden. Um ihn dort auszuwählen, tauschten die Broncos zuvor ihren Erst- und Drittrundenpick an die Cleveland Browns. Seine ersten drei Saisons bei den Broncos waren von Verletzungen geprägt, weshalb er erst 1996 eine Starterposition einnahm. Nach der Saison 1996 wurde sein Vertrag nicht verlängert. Während seiner Zeit bei den Broncos konnte er in 39 Spielen nur vier Sacks erzielen.

### Kansas City Chiefs
Für die Saison 1997 wurde Williams von den Kansas City Chiefs verpflichtet. Aufgrund seiner Leistungen belegten die Chiefs Williams mit dem Transition Tag. Williams war darüber jedoch nicht erfreut und weigerte sich in der Saison 1998 für die Chiefs zu spielen. Trotz dieser Weigerung kehrte er 1999 zurück und spielte bis 2001 für die Chiefs, ehe er verletzungsbedingt seine Karriere beenden musste. Während seiner Zeit bei den Chiefs konnte er in 41 Spielen, davon 25 als Starter, 23 Sacks erzielen.